# Catorthorrhinus resimus
Catorthorrhinus resimus är en insektsart som beskrevs av Fowler 1898. Catorthorrhinus resimus ingår i släktet Catorthorrhinus och familjen dvärgstritar. Inga underarter finns listade i Catalogue of Life.